# Charytony (obwód brzeski)
Charytony (biał. Харытоны, Charytony; ros. Харитоны) – wieś na Białorusi, w obwodzie brzeskim, w rejonie brzeskim, w sielsowiecie Czernie.
W pobliżu znajduje się przystanek kolejowy Charytony, położony na linii Moskwa - Mińsk - Brześć.

## Historia
W dwudziestoleciu międzywojennym leżały w Polsce, w województwie poleskim, do 12 kwietnia 1928 w powiecie kobryńskim, w gminie Zbirohi, następnie w powiecie brzeskim, w gminie Kosicze.
Po II wojnie światowej w granicach Związku Sowieckiego. Od 1991 w niepodległej Białorusi.